# لشتن
شهر لشتن (به آلمانی: Lehesten) در ایالت تورینگن در کشور آلمان واقع شده‌است.